# Laguna Epulafquen superior
La laguna Epulafquen superior un lago de origen glacial, ubicado en el departamento Minas, al norte de la provincia del Neuquén, Patagonia argentina.
El lago se encuentra cerca de la frontera con Chile. Está rodeado de bosques de notofagáceas. Está dominado por todos lados por las cumbres de los Andes en la región que no superan 2.500 metros.
La laguna forma parte de una cadena de pequeños lagos cuyas emisarios del río Nahueve, un tributario importante del río Neuquén. Esta cadena de lagos incluyen aguas arriba y aguas abajo: la laguna Las Chaquiras, Laguna Negra y la Laguna Epulafquen inferior.
Epulafquen es una voz mapuche que significa “dos lagos”, en alusión a los lagos Superior e Inferior.